# Batus barbicornis
Batus barbicornis (лат.) — вид жуков-усачей рода Batus из подсемейства Cerambycinae. Обнаружены в Южной Америке (Боливия, Бразилия, Венесуэла, Гайана, Колумбия, Суринам, Эквадор, Перу). Кормовое растение: Crudia bracteata Bentham и Hymenaea courbaril Linné(Caesalpiniaceae). Период активности: август — октябрь. Вид был впервые описан в 1764 году (под первоначальным названием Cerambyx barbicornis) шведским натуралистом Карлом Линнеем
. В 1912 году включён в состав рода Batus.